# Offensive de Haute-Silésie
L'offensive de Haute-Silésie est une offensive soviétique d'importance stratégique sur le front de l'Est de la Seconde Guerre mondiale en 1945. Elle vise à s'emparer des ressources industrielles et naturelles considérables de la Haute-Silésie et implique les forces du Premier front ukrainien sous les ordres du maréchal Ivan Koniev. En raison de l'importance de la région pour les Allemands, des forces considérables sont fournies au groupe d'armées Centre pour sa défense et les Allemands ne sont que lentement repoussés vers la frontière tchèque. Les combats dans la région durent de mi-janvier jusqu'au dernier jour de la guerre en Europe, le 8 mai 1945.

## Prélude
Les lignes de front en Silésie sont établies à la fin de l'offensive Vistule-Oder en janvier, au cours de laquelle les troupes de Konev chassent la 17e armée allemande du général Friedrich Schulz du cœur industriel de la Haute-Silésie autour de Kattowitz. L'offensive de Basse-Silésie qui a eu lieu en février, a vu progresser l'aile nord des forces de Konev, se rapprochant de la rivière Neisse. Cela laisse cependant un long flanc exposé au sud et à l'est dans les montagnes des Sudètes, toujours aux mains des troupes de Schulz, ce qui constitue une menace potentielle pour l'avance soviétique sur Berlin.

### Opération Gemse: contre-attaques allemandes sur Lauban et Striegau

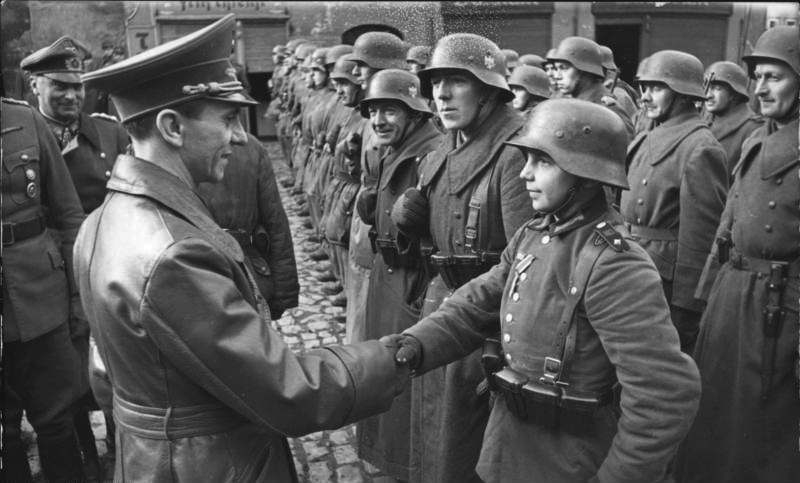
Joseph Goebbels récompense Willi Hübner, 16 ans, membre de la jeunesse hitlérienne, de la croix de fer pour la défense de Lauban.

Le commandant du centre du groupe d'armées, Ferdinand Schörner décide de l'opération Gemse, et à cette fin commence à réunir des forces en février pour une contre-attaque contre la 3e armée blindée qui a pris Lauban pendant l'offensive de Basse-Silésie. Le 56e corps de blindés et le 39e corps de blindés sont regroupés sous le commandement du général Nehring ; une attaque en deux mouvements a lieu le 1er mars, avec la 17e Panzerdivision attaquant au nord et la 8e Panzerdivision au sud.
La 3e armée de chars de la Garde est d'abord surprise, mais le 3 mars les forces allemandes sont à leur tour menacées par les contre-attaques soviétiques sur Naumberg. En conséquence, Nehring décide d'un plan d'encerclement plus limité. Les troupes de Rybalko évacuent Lauban pour éviter d'être coupées du reste de l'armée, et la ville est reprise par la 6e division d'infanterie. Le 4 mars, l'encerclement est complet, bien qu'un grand nombre de troupes soviétiques aient pu s'échapper ; dans les jours qui suivent, les combats en Silésie sont qualifiés d'« impitoyables », les forces allemandes ne faisant pas de prisonniers.
Malgré le caractère limité de la victoire, la reprise de Lauban est présentée comme un grand succès par la propagande allemande, Joseph Goebbels visitant la ville le 9 mars pour prononcer un discours sur la bataille. Schörner effectue des préparatifs pour une nouvelle attaque au sud-est à Striegau, qui a lieu le 9 mars. Bien qu'il n'y ait pas assez de forces disponibles pour un encerclement, les Allemands parviennent pénétrer les lignes soviétiques et couper des éléments de la 5e armée de la Garde dans la nuit du 11 au 12 mars ; s'ensuit un mouvement de panique parmi les troupes piégées, massacrées par les hommes de Schörner alors qu'elles tentent de s'échapper.
Schörner organise une offensive plus ambitieuse au nord pour soulager la ville assiégée de Breslau, déplaçant les divisions de Nehring vers le nord depuis Lauban par chemin de fer, mais Konev reprend l'initiative en Silésie. Déplaçant la 4e armée de chars du flanc nord, il la redéploie près de Grottkau afin de mener une attaque majeure en Haute-Silésie, neutralisant la menace sur le flanc gauche de ses forces et prenant la zone autour de Ratibor.

## Déploiement

### Armée rouge
- Aile sud du premier front ukrainien (maréchal Ivan Koniev)
  - 3e armée de chars (colonel-général Pavel Rybalko)
  - 4e armée de chars (général Dmitri Leliouchenko)
  - 21e armée (général Dmitri Sergueïevitch Goussev)
  - 60e armée (général Pavel Alekseïevitch Kourochkine)
  - 59e armée (major-général Ivan Korovnikov)
- Aile nord du quatrième front ukrainien (général de l'armée Ivan Iefimovitch Petrov)
  - 38e armée (général Kirill Moskalenko)

### Wehrmacht
Affectations divisionnaires au corps au 31 décembre 1944 Les unités avaient tendance à se déplacer entre les corps selon la situation.
- Groupe d'armées A (général Josef Harpe jusqu'au 20 janvier 1945) jusqu'au 25 janvier 1945 puis rebaptisé groupe d'armées Centre (plus tard Groupe d'armées Schörner) (Ferdinand Schörner)
  - 9e armée (général Heinrich von Lüttwitz)
    - 56e corps de blindés / Korpsgruppe Schlesien (général Rudolf Koch-Erpach)
      - dont 17e division d'infanterie, 214e division d'infanterie

    - 8e corps d'armée (général Walter Hartmann)
      - dont 251e division d'infanterie, 6e division d'infanterie

  - 4e armée blindée (général Fritz-Hubert Gräser)
    - 48e corps de blindés (général Maximilian von Edelsheim)
      - dont 68e division d'infanterie, 168e division d'infanterie, 304e division d'infanterie

  - 17e armée (général Friedrich Schulz)
    - 59e corps d'armée (général Edgar Röhricht, plus tard Georg Ritter von Hengl)
      - dont 359e division d'infanterie, 371e division d'infanterie, 544e division d'infanterie

    - 11e corps d'armée SS (SS-Obergruppenführer Matthias Kleinheisterkamp)
      - dont 78e division d'infanterie Sturm, 320e division d'infanterie, 545e division d'infanterie

  - 1re armée blindée (colonel-général Gotthard Heinrici jusqu'au 19 mars, puis général Walther Nehring)
    - 11e corps d'armée (général Horst von Mellenthin jusqu'au 19 mars, puis général Rudolf von Bünau)
      - dont 75e division d'infanterie, 253e division d'infanterie, 100e division de chasseurs

    - 49e corps d'armée de montagne (général Karl von Le Suire)
      - dont 254e division d'infanterie, 97e division de chasseurs, 101e division de chasseurs, 1re division de chasseurs à ski

  - 1re armée hongroise (colonel général Miklocz)[5]
    - 17e corps d'armée (général Wilhelm Fahrmbacher)
      - 3e division de montagne, 4e division de montagne

Également présentes : 8e Panzerdivision, 16e Panzerdivision, 17e Panzerdivision, 19e Panzerdivision et 20e Panzerdivision, Führer-Begleit-Division, 18e division SS Horst Wessel, 20e division SS et 1re division blindée Hermann Göring.
- Appui aérien de la 4e flotte aérienne.

## L'offensive

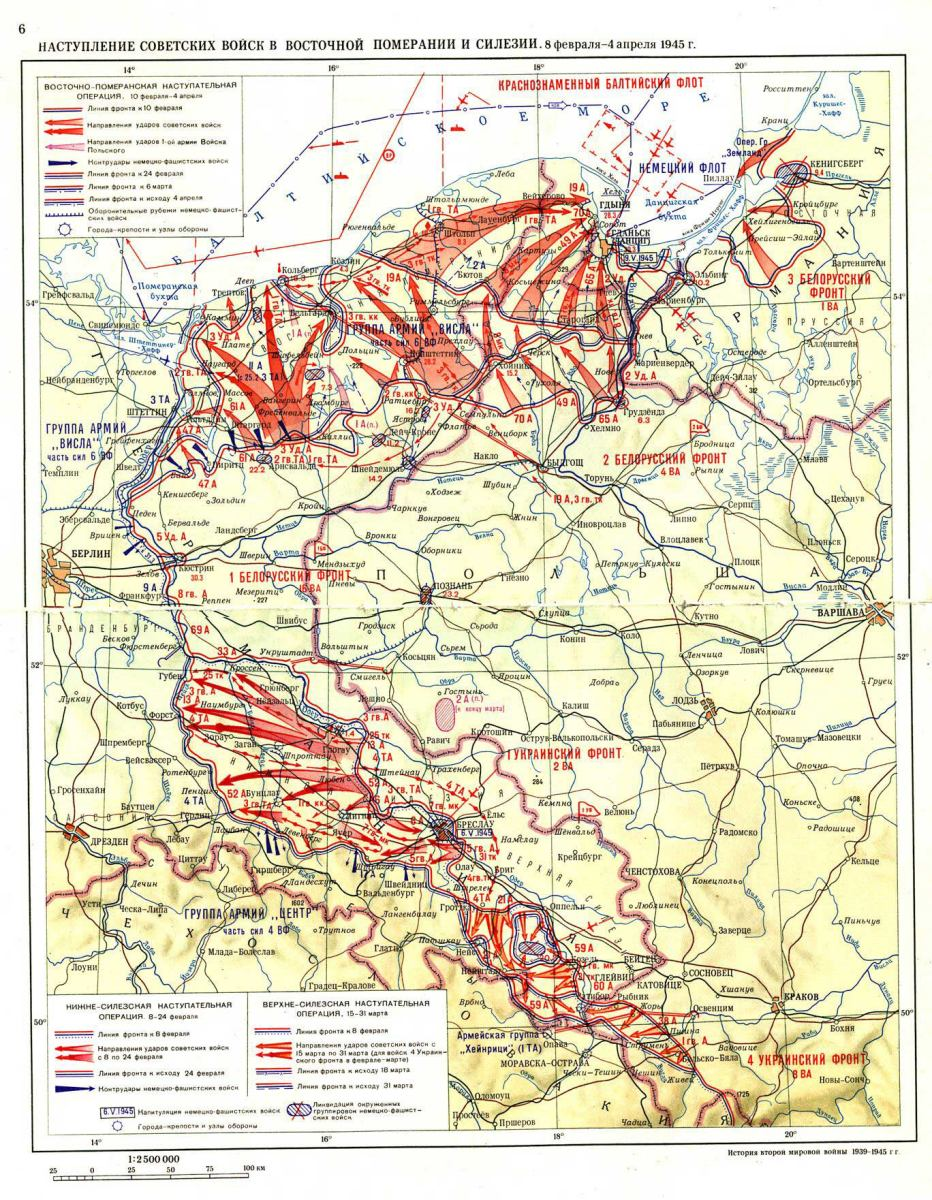
Offensives poméraniennes et silésiennes

Konev lance sa principale attaque le 15 mars. La 4e armée de chars franchit les lignes allemandes à l'ouest d'Oppeln et se dirige directement vers le sud, en direction de Neustadt. Une attaque du 4e corps de chars de la Garde est menée pour prendre Neisse. Au sud-est d'Oppeln, les 59e et 60e armées font également irruption, la première allant vers l'ouest rejoindre la 4e armée de chars. Le 11e corps d'armée, tenant les lignes près d'Oppeln, est menacé d'encerclement.
Au sud, la 38e armée attaque les troupes allemandes du 59e corps d'armée défendant les hauts plateaux de Moravie.

### Encerclement d'Oppeln
Le 56e corps de blindés positionné près d'Oppeln commence à se retirer, mais la 20e division SS estonienne  et la 168e division d'infanterie se retrouvent piégées par l'avancée de la 4e armée de chars et de la 59e armée qui se sont rejointes près de Neustadt. Le 22, les forces soviétiques des 59e et 21e armées réduisent le « chaudron » d'Oppeln (allemand : Kessel), affirmant avoir tué 15 000 soldats et en avoir capturé 15 000 autres.
Konev lance de nouvelles attaques le 24 mars et, le 31 mars, lorsque Ratibor et Katscher tombent, déclare la phase offensive des opérations terminée.

## Conséquences
L'offensive de Haute-Silésie réussit à stabiliser le flanc gauche de Konev en vue de la marche sur Berlin et supprime toute menace de contre-attaque du groupe d'armées Centre. Les lignes de front en Silésie restent en grande partie inchangées jusqu'à la reddition des troupes de Schoerner.

## Remarques
1. ↑  Duffy, p. 139.
2. ↑  Beevor, p. 127.
3. ↑  Duffy, p. 141.
4. ↑  Gunter, p. 293.
5. ↑  Gunter p. 21.
6. ↑  Gunter p. 255.
7. ↑  Gunter p. 222.
8. ↑  Beevor, p. 129.
9. ↑  Duffy, p. 146.